# Anagyrus cooki
Anagyrus cooki är en stekelart som först beskrevs av Girault 1919.  Anagyrus cooki ingår i släktet Anagyrus och familjen sköldlussteklar. Inga underarter finns listade i Catalogue of Life.